# Okraina oriental
Okraina oriental (en ruso: Российская Восточная Окраина) fue un gobierno local provisional que existió en la parte oriental de Rusia durante la guerra civil rusa.

## Historia
En 1919, el ejército blanco en Siberia occidental fue derrotado por los bolcheviques. El 4 de enero de 1920, el Líder supremo de Rusia, Aleksandr Kolchak, emitió una orden que transfería al atamán Grigori Semiónov "todo el poder civil y militar en el territorio de las afueras del este de Rusia".
Sobre la base de esta orden, el 16 de enero de 1920, Grigory Semyonov anunció en Chitá la creación del "Gobierno de la periferia oriental de Rusia", con Sergey Taskin a la cabeza. Las acciones de Semiónov fueron apoyadas por los comandantes de las tropas japonesas en Siberia.
El 6 de abril de 1920, una Asamblea Constituyente convocada apresuradamente se reunió en Verkhneudinsk y proclamó el establecimiento de la República del Lejano Oriente (DVR). El 14 de mayo, los comandantes japoneses acordaron hablar con la DVR y el 24 de mayo comenzaron las negociaciones en la estación de trenes de Gongota. Los japoneses insistieron en que el gobierno de la periferia oriental de Rusia debería ser una parte igual durante las negociaciones para la creación del gobierno unido del Lejano Oriente, pero la DVR no estuvo de acuerdo y las negociaciones se detuvieron.
El 3 de julio, Japón emitió una proclamación sobre la evacuación de las tropas japonesas de Siberia. Semiónov comprendió que no podía permanecer sin el apoyo de Japón. Pidió al gobierno japonés que retrasara la evacuación durante cuatro meses e intentó hablar con el gobierno de Zemstvo del Territorio Marítimo sobre la fusión, pero sin éxito.
El 17 de julio, oficiales militares japoneses en Siberia firmaron el Acuerdo de Gongota de 1920 con representantes de la DVR. Los blancos entendieron que no podían detener a los rojos sin el apoyo japonés y comenzaron a retirarse hacia el sureste, preparándose para retirarse a China. Solo pequeñas fuerzas militares todavía retuvieron a Chita, bloqueando el ferrocarril Trans-Siberia.
En septiembre, se organizó una Asamblea Provisional del Transbaikal Oriental y Semiónov le transfirió los poderes civiles. Al mismo tiempo, las fuerzas militares de la DVR, enmascaradas como grupos independientes de partisanos, comenzaron a trasladarse a Chita; el 15 de septiembre, una asamblea de trabajadores de la región oriental de Transbaikal en Nérchinsk proclamó la creación del comité regional de la Revolución. El 15 de octubre, las tropas japonesas abandonaron Chita y los rojos exigieron la capitulación de la guarnición de los blancos. Los blancos declinaron y los rojos comenzaron a avanzar sobre Chita el 19 de octubre. El 22 de octubre, Chita fue capturada. El 25 de octubre, el gobierno de la DVR se trasladó a Chita. A finales de octubre, la Asamblea Provisional del Transbaikal Oriental durante una sesión conjunta con el Comité de la Revolución Regional de Nérchinsk declaró la disolución, y tres gobiernos prosoviéticos del Lejano Oriente se unieron a la DVR unida.